# Plagionotus bartholomei
Plagionotus bartholomei är en skalbaggsart som först beskrevs av Victor Ivanovitsch Motschulsky 1859.  Plagionotus bartholomei ingår i släktet Plagionotus och familjen långhorningar.
Artens utbredningsområde är Iran. Inga underarter finns listade i Catalogue of Life.